# Boris Jönsson
Per-Åke Boris Jönsson, född 12 februari 1933 i Eldsberga församling i Halland, död 24 november 2022 i Linköping, var en svensk friidrottare (långdistanslöpare). Han tävlade för Eksjö GIK.
Jönsson vann SM-guld på 10 000 meter åren 1958 och 1959.